# Stefano Lilipaly
Stefano Lilipaly (født 10. januar 1990) er en indonesisk fodboldspiller.

## Indonesiens fodboldlandshold
| Indonesiens landshold | Indonesiens landshold | Indonesiens landshold |
| År                    | Kmp                   | Mål                   |
| --------------------- | --------------------- | --------------------- |
| 2013                  | 1                     | 0                     |
| 2014                  | 0                     | 0                     |
| 2015                  | 0                     | 0                     |
| 2016                  | 8                     | 2                     |
| 2017                  |                       |                       |
| Total                 | 9                     | 2                     |